# Long Tom (Cairnryan)

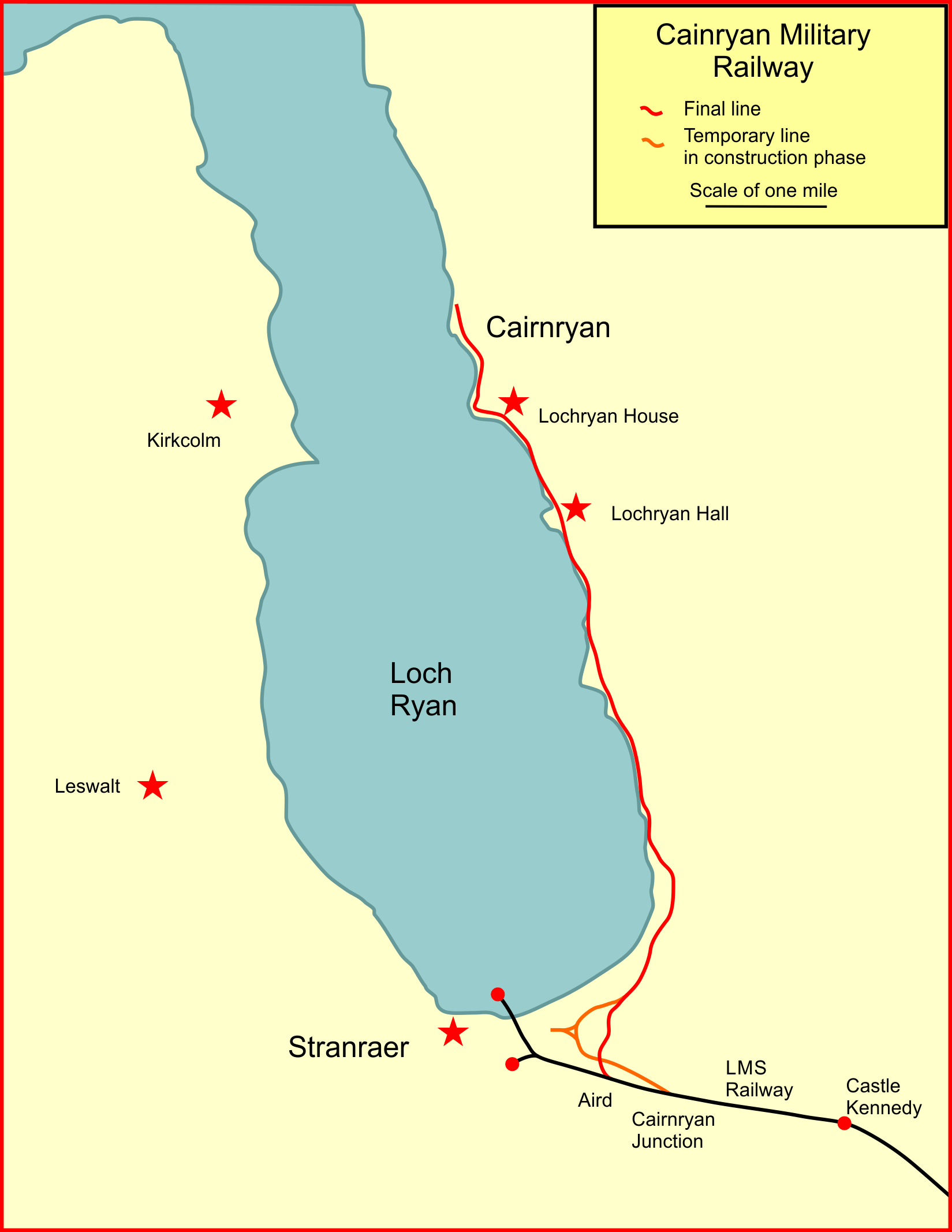
Lage von Cairnryan

Der Long Tom ist ein 1,75 m hoher Menhir (Standing stone) auf dem Milldown Hill, 110 m nordwestlich des Glen Burn in Cairnryan bei Stranraer in Dumfries and Galloway, etwa 400 Meter von der Grenze von Ayrshire in Schottland.
Die Abmessungen an der Basis des oben spitzen Steins betragen 0,7 × 0,7 m
Alexander Thom (1894–1985) gibt an, dass der Stein für die Mondbeobachtung von Bedeutung war. Dies wird von Clive L. N. Ruggles (geb. 1952) bestritten.
In der Nähe stehen der Joug Stone und der Taxing Stone.